# Ladislav Janíček
Ladislav Janíček (* 26. června 1964 Kutná Hora) je český manažer a vysokoškolský učitel, od února 2022 rektor Vysokého učení technického v Brně. Od května 2024 dosud je rovněž prezidentem Evropské univerzity EULiST – Evropské univerzitní aliance 10 evropských technických univerzit (LUH Hannover, TUW Vienna, STU Bratislava, BUT Brno, URJC Madrid, NTUA Athens, UnivAQ Aquila, IMT Paris, UJ Jönköpping, LUT Lappeenranta-Lahti).
Předtím působil jako kvestor Vysokého učení technického v Brně (2014-2022) a v letech 2003-2014 byl kvestorem (2003–2011 a 2012–2014) a prorektorem pro ekonomiku (2011–2012) Masarykovy univerzity. 
Je členem vědeckých rad Českého vysokého učení technického v Praze, Mendelovy univerzity v Brně, Veterinární univerzity v Brně, Vysoké školy báňské -Technické univerzity v Ostravě, Slovenské technické univerzity v Bratislavě a dále vědeckých rad Lékařské fakulty Masarykovy univerzity, Fakulty strojního inženýrství, Fakulty podnikatelské a Ústavu soudního inženýrství Vysokého učení technického v Brně.
Své zkušenosti z řízení vysokých škol a zejména z oblasti financování uplatňuje v pracovních skupinách a poradních orgánech Ministerstva školství mládeže a tělovýchovy a České konference rektorů (ČKR). Je členem Advisory Group on Financially Sustainable Universities EUA – Evropské univerzitní asociace (2024-dosud).
Je dlouholetým členem britského Chartered Institute for Personnel and Development (1996-dosud). Dále je již čtvrté období členem správní rady Nadace Leoše Janáčka v Brně a členem správní rady Českého antarktického nadačního fondu.
Je nositelem Zlaté medaile Přírodovědecké fakulty Masarykovy univerzity (2021) a Zlaté medaile Masarykovy univerzity (2023).

## Řídící funkce
V lednu 2022 prezident ČR Miloš Zeman jmenoval Ladislava Janíčka s účinností od 1. února 2022 rektorem Vysokého učení technického v Brně, čtvrté největší univerzity v ČR. Ve funkci vystřídal Petra Štěpánka. V květnu 2024 byl Správní radou zvolen prezidentem Evropské univerzitní aliance EULiST – Evropské univerzity.
Působení v řídících funkcích se prolíná s jeho souběžným působením v akademické oblasti.

### Let Kunovice a Letecký ústav Vysokého učení technického v Brně
Původním zaměřením je Ladislav Janíček letecký inženýr. Po studiu na vysokých školách (Vysoká vojenská letecká škola v Košicích (1982-1986) a Vysoké učení technické v Brně (1986-1989) zahájil svou profesní dráhu v oddělení pevnostních výpočtů letadel Let Kunovice, s.p. (dnes Aircraft Industries). Svoje akademické působení započal na katedře letadel (později Leteckém ústavu) Fakulty strojního inženýrství Vysokého učení technického v Brně (1990-dosud). 
Do řídících funkcí vstoupil v roce 1994, kdy se stal ředitelem Brno Business School - Ústavu nástavbových studií Fakulty podnikatelské Vysokého učení technického v Brně, tehdy jedné z pěti škol v ČR a jediné na Moravě poskytujících studium MBA (Master of Business Administration) pod akreditací Nottingham Trent University v Anglii. 

### Budapešť – European Training Foundation, Torino a Brusel
V letech 1997-1999 působil trvale v Budapešti (Maďarsko) jako manažer na Programové koordinační jednotce PHARE multinárodního programu pro distanční vzdělávání pro European Training Foundation v Turíně, která byla zaměřena na vytvoření a rozvoj sítě 40 univerzitních center distančního vzdělávání ve 13 zemích střední a východní Evropy (PL, H, CZ, SK, LV, LT, E, RO, ALB, BG, BiH, FYROM, E). Přímo řídil vývoj 27 pilotních distančních vzdělávacích programů včetně rozvoje metodiky distančního vzdělávání a definování systému řízení kvality distančního vzdělávání na univerzitní úrovni vzdělávání. Podílel se na přípravě projektových výzev a hodnocení programu na European Training Foundation v Turíně a Evropské komisi v Bruselu.

### Letecké simulátory
V letech 2000-2002 spoluzaložil v Brně českou pobočku společnosti Virtual Reality Media, s.r.o., Praha a jako zástupce ředitele řídil vývoj a výrobu profesionálních leteckých simulátorů, konkrétně simulátoru letounu L-159 ALCA pro výcvik vojenských pilotů Letectva Armády ČR. Posléze jako předseda představenstva holdingové společnosti Ardonex, a.s. Brno, která zastřešila pobočky zabývající se vývojem a výrobou leteckých simulátorů (Praha, Brno, Bratislava, Vídeň), koordinoval projekty na vývoj a výrobu dalších leteckých simulátorů, např. simulátor letounu Boeing 737-300 pro leteckou školu v Graz. 

### Kvestorem dvou brněnských univerzit
V letech 2003-2022 působil jako kvestor dvou brněnských univerzit s odpovědností za řízení vnitřní správy a hospodaření univerzit, tedy zejména administrativy, ekonomiky, investic a infrastruktury, personalistiky, provozu a správy univerzitních areálů. V letech 2014-2022 působil jako kvestor Vysokého učení technického v Brně, kam nastoupil 1. září 2014, kde převzal odpovědnost za řízení vnitřní správy a hospodaření univerzity s celkovým rozpočtem tehdy 5 mld Kč, 20 tisíci studenty a 3.500 zaměstnanci.
Před tím v letech 2003-2014 zastával pozici kvestora na Masarykově univerzitě v Brně s celkovým rozpočtem tehdy 6 mld Kč, přes 40 tisíc studentů a 4.500 zaměstnanců. V letech 2011-2012 přešel na pozici prorektora pro ekonomiku Masarykovy univerzity, a to až do dubna 2012, kdy se vrátil do funkce kvestora Masarykovy univerzity, kterou pak vykonával až do srpna 2014.

### Výstavba univerzitních kampusů
Významnou součástí jeho profesního života je řízení projektů výstavby a rekonstrukcí kampusů a univerzitních areálů na obou univerzitách, kde působil. Na Vysokém učení technickém v Brně převzal a řídil dokončení projektů výstavby objektů v kampusu Pod Palackého vrchem (2014-2015) – Fakulty strojního inženýrství a Fakulty chemické a zejména řízení dostavby výzkumného centra CEITEC VUT v Brně (650 mil. Kč).

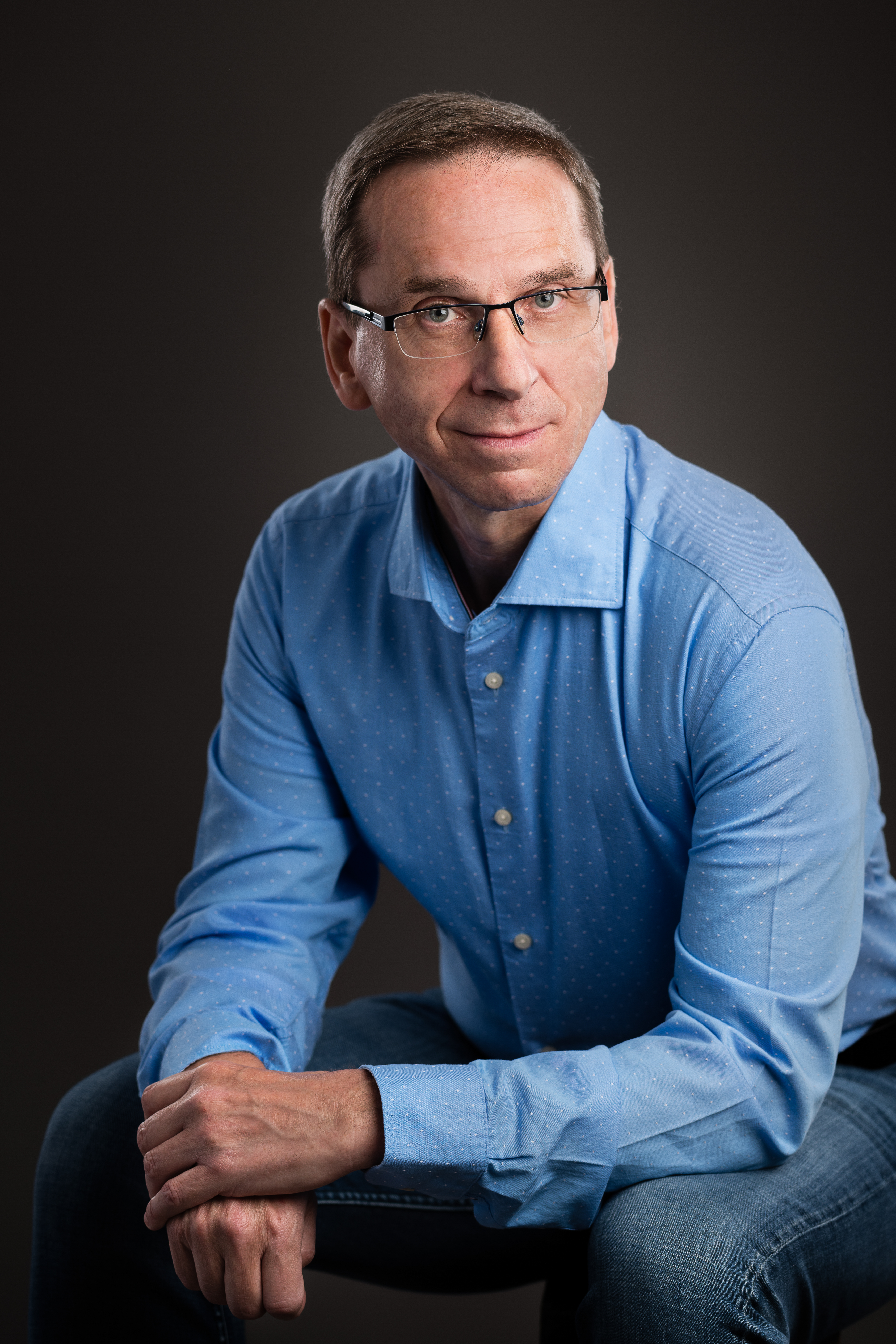
Ladislav Janíček (2020)

Na Masarykově univerzitě v letech 2003-2014 řídil Program rekonstrukcí a výstavby objektů univerzity za celkem 9,7 mld Kč, zejména projekt výstavby nového Univerzitního kampusu (5,2 mld Kč) a projekt rekonstrukcí historických objektů univerzity (1,9 mld Kč). Jako kvestor řídil projekt výstavby a jeho financování, které pocházelo ze státního rozpočtu krytého zčásti úvěrem Evropské investiční banky (95 mil. €), z prostředků města Brna (0,3 mld Kč) a z vlastních zdrojů Masarykovy univerzity. Zasloužil se o zajištění dofinancování dopadu změny DPH na stavbu Univerzitního kampusu v roce 2004-2005 (1,3 mld Kč), jakož i zajištění krytí kurzových ztrát zahraničního úvěru (0,6 mld Kč). Hlavní část výstavby za celkem 7,1 mld Kč byla realizována v letech 2004–2010, na kterých se sama Masarykova univerzita podílela částkou 2,4 mld Kč, která tvoří 34 % celkových nákladů výstavby. V letech 2011-2014 pak dále z pozice kvestora řídil pokračování dostavby Univerzitního kampusu za 2,6 mld Kč v rámci projektů Operačních programů Evropských strukturálních fondů. 
Součástí Univerzitního kampusu Masarykovy univerzity se stala i sbírka uměleckých děl – soch českých a slovenských výtvarných umělců umístěných v areálu, o jejichž pořízení a umístění se Ladislav Janíček taktéž zasloužil. Kampusu byl udělen titul v soutěži Stavba roku 2011.
Ve funkci kvestora Masarykovy univerzity zavedl centralizovanou organizaci veřejných zakázek a elektronické zadávání včetně DNS (dynamických nákupních systémů). Řídil financování a podílel se na logistice výstavby výzkumné stanice Gregora Johanna Mendela Masarykovy univerzity v Antarktidě na Ostrově Jamese Rosse, která byla otevřena v roce 2006. V rámci pokračující dostavby Univerzitního kampusu se podílel na přípravě a pod jeho vedením byl realizován projekt výstavby Středoevropského technologického institutu Ceitec, do něhož jsou zapojeny týmy z dalších vysokých škol a ústavů Akademie věd ČR. Dále řídil projekt rekonstrukce jezuitské koleje v Telči a její proměny v moderní Univerzitní centrum Telč 2009–2011. Šlo o největší projekt Finančních mechanismů EHP a Norska v rámci střední Evropy.
V rámci Programu rekonstrukcí byl opraven areál Přírodovědecké fakulty na Kotlářské ulici, dokončena rekonstrukce objektu Fakulty sociálních studií na ulici Joštově, byla vystavěna nová část Pedagogické fakulty na Poříčí, Ekonomicko-správní fakulta upravila atrium a knihovnu a Právnická fakulta rekonstruovala rozsáhlé prostory v suterénu pro knihovnu. Zásadní rekonstrukce a dostavba se týkaly také Fakulty informatiky na Botanické ulici a areálu Filozofické fakulty na ulici Arne Nováka. Během svého působení na Masarykově univerzitě nastavil systém projektového řízení, kdy Masarykova univerzita získala a úspěšně investovala v prvním období evropských strukturálních fondů 2008-2014 přes 9 mld. Kč na projekty investiční i neinvestiční a stala se tak nejúspěšnější vysokou školou v ČR.

## Akademická činnost
Akademickou dráhu zahájil 1.11.1990 na Leteckém ústavu Fakulty strojního inženýrství Vysokého učení technického v Brně (1990-dosud). Vedl výuku a garantoval předměty magisterského studia Stavebná mechanika leteckých konstrukcí, Konstrukce a pevnost letadel a posléze i Projektování vrtulníků. Postupně v souvislosti s působením na Fakultě podnikatelské (1994-1996) rozšířil svoje akademické působení také do oblasti managementu. Učil Strategické řízení v rámci britského studia MBA na Fakultě podnikatelské VUT (2000-2015) či studia LL.M. (2005-2018) a MPA (2007-2015). Dodnes příležitostně zajišťuje modul Strategické řízení v rámci studií MBA nejen na VUT v Brně. Strategické řízení učil rovněž na Ekonomicko-správní fakultě Masarykovy univerzity (2011-2022). Dnes je na Leteckém ústavu v magisterském studiu garantem předmětu Ekonomika a řízení letecké dopravy (1995-dosud). Dále je garantem předmětu Projektové řízení v magisterském studiu na Právnické fakultě Masarykovy univerzity (2010-dosud).

### Přenos a akreditace zahraničních studií MBA, MPA, LL.M. a CIPD
Od roku 1994-2014 řídil paralelně validace a přenos britských studií MBA, MPA, LL.M. ve spolupráci s Nottingham Trent University a Liverpool John Moore University do České republiky na Vysoké učení technické v Brně a na Masarykovu univerzitu (Právnickou fakultu). Je členem britského Chartered Institute of Personnel and Development (1996-dosud), se kterým řídil přenos studií Certificate in Traning Practice and Certificate in Human Resource Development na Vysoké učení technické v Brně a České vysoké učení technické v Praze (1996-1997). 

### Evropské letecké právo a předpisy
Z Budapešti se vrátil zpět na Vysoké učení technické v Brně (2000), kde s podporou evropského projektu Tempus PHARE v letech 2000-2004 vybudoval na Vysokém učení technickém v Brně mezinárodně akreditovaný vzdělávací systém pro evropské letecké právo a předpisy ve spolupráci s českým Úřadem pro civilní letectví, britským UK CAA v Londýně a Spojeným evropským úřadem pro civilní letectví JAA (Joint Aviation Authorities) v Hoofddorp, Nizozemí, dnes JAA-TO (Joint Aviation Authorities – Training Organisation). Účelem projektu byla podpora harmonizace legislativ České republiky a EU v oblasti letectví. Vzdělávací systém byl určen pro český a posléze i slovenský letecký průmysl a později byl rozšířený ve spolupráci s ECAC (European Civil Aviation Conference) na dalších 13 zemí střední a východní Evropy. 

## Osobní život
Je ženatý, má dva syny a dceru.

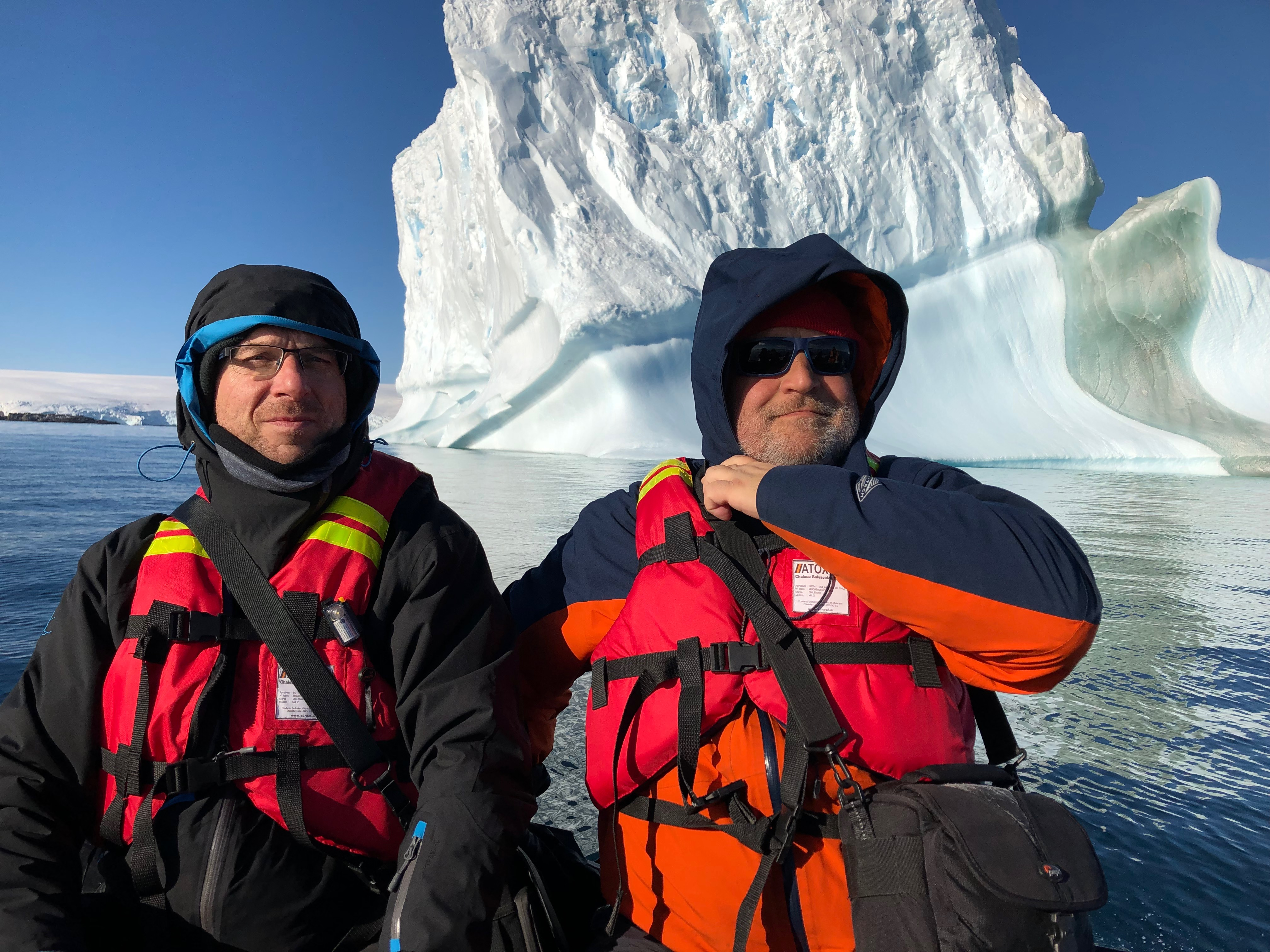
Ladislav Janíček (vlevo) na jedné ze svých cest na Antarktidu (2019)

Účastní se výprav do Antarktidy (opakovaně v letech 2006, 2010, 2013, 2016, 2019), ve volném čase sportuje a věnuje se sportovní střelbě. Svou práci kompenzuje hrou na klavír a píše vlastní hudbu (klavírní sbírky - 3, a další klavírní, instrumentální i sborové skladby a písně, svity – 2 (soubory 6 tanečních skladeb)). Napsal také řadu tanečních a instrumentálních skladeb pro VUT v Brně a plesy Právnické fakulty Masarykovy univerzity (2012-2017).